# Expresso do Oriente
Expresso do Oriente (Orient Express em inglês e francês) foi o serviço de trem de longa distância que, no seu ápice, ligava Paris a Istambul. Desde a sua inauguração em 1883 até hoje, a sua rota foi alterada muitas vezes, seja por logística ou por questões políticas. Foi considerado um dos trens mais luxuosos do mundo, com passageiros que incluíam desde burgueses milionários até membros da aristocracia europeia.

## Origem
A ideia de criar um serviço de passageiros que ligasse a Europa ocidental ao Sudeste Asiático surgiu do Belga Georges Nagelmackers, criador da francesa Compagnie Internationale des Wagon-Lits. Esta companhia, criada em 1872, tinha sido a primeira na Europa a introduzir vagões-dormitório e vagões-restaurante nas composições (uma ideia que já tinha sido colocada em prática nos Estados Unidos por George Pullman).
Em 4 de outubro de 1883 a companhia inaugurou o então batizado Express d'Orient. Na época, o trem saía duas vezes por semana da estação Gare de l'Est, em Paris, e terminava na cidade de Giurgiu, na Romênia, passando por Estrasburgo, Munique, Viena, Budapeste e Bucareste. De Giurgiu, os passageiros eram transportados através do Danúbio para a cidade de Ruse, na Bulgária. Daí havia outro trem que os levaria até Varna, onde poderiam tomar um ferry para Istambul.
Em 1885 o Expresso do Oriente já contava com saídas diárias de Paris até Viena. De lá, além das duas saídas semanais até Giurgiu, criou-se uma alternativa, que saía de Viena até Niŝ, na Iugoslávia (atual Sérvia), passando pela capital Belgrado. De Niŝ, como as ferrovias na Bulgária estavam incompletas, os passageiros cruzavam a fronteira usando carruagens, sendo levados até a cidade de Plovdiv, de onde tomavam outro trem até Istambul.
Em 1889 a linha é finalmente completada até Istambul. Nessa época, o serviço diário de Paris passou a ir até Budapeste. Três vezes por semana o trem se estendia até Istambul, passando por Belgrado e Sofia. Ainda em Budapeste, uma vez por semana o serviço ia até Constanta, no mar Negro, passando por Bucareste.
Em 1891 o nome foi oficialmente mudado para Orient Express.

## Primeira Guerra Mundial
Em 1914 o serviço do Expresso do Oriente foi interrompido. As operações voltaram ao normal em 1918. Em 1919 foi inaugurado o Túnel do Simplon, ligando a Suíça à Itália, possibilitando uma rota alternativa para Istambul. Foi então inaugurado o serviço Simplon Orient Express, que passava (após sair de Paris) por Lausanne, Milão, Veneza, Trieste e Zagreb, se juntando à rota original em Belgrado. Uma das características desse novo trajeto consistia no fato de que a Alemanha era evitada, o que era uma vantagem para os Aliados (considerando que eles ainda não tinham total confiança nos alemães). Uma das cláusulas do Tratado de Saint-Germain-en-Laye definia que a Áustria deveria permitir que os trens passassem por Trieste, haja vista que antes os trens internacionais, quando estivessem em território austríaco, tinham a obrigação de passar por Viena. O Simplon Orient Express logo provou ser a rota mais visada de todo o serviço.

## O apogeu
Na década de 1930 o Expresso do Oriente atingiu seu ponto máximo, com três serviços atravessando a Europa: o Expresso do Oriente original, o Simplon Orient Express, e o novo Arlberg Orient Express. Este seguia de Paris a Budapeste passando por Zurique e Innsbruck, com vagões seguindo tanto para Bucareste como Atenas. Nessa época Londres já era servida pelo Simplon. Os passageiros eram levados por trens da British Southern Railway da estação Victoria até Dover, de onde tomavam um ferry para Calais. A partir daí eles seguiam de trem até a estação Gare de Lyon, em Paris, onde os vagões eram acoplados à composição do Simplon. Foi nessa época que o Expresso do Oriente adquiriu sua fama de trem luxuoso, prestando um serviço de primeira linha para seus passageiros (chefs renomados eram contratados para trabalhar na cozinha dos trens), que incluíam membros da realeza, diplomatas, milionários e figuras importantes em geral.

## Segunda Guerra Mundial
Mais uma vez, todos os serviços foram interrompidos. Durante esse período, a companhia alemã Mitropa tentou implementar o seu próprio Expresso do Oriente, mas não teve sucesso devido à constante sabotagem dos trilhos por rebeldes. Apenas em 1945 tudo foi normalizado, exceto no ramal de Atenas, que tinha sido fechado na fronteira entre a Iugoslávia e a Grécia. O trecho foi reaberto em 1951, mas logo após outro obstáculo surgiu: a fronteira da Bulgária com a Turquia foi fechada entre 1951 e 1952, bloqueando o caminho para Istambul. Com a Cortina de Ferro, muitos países do Leste Europeu resolveram trocar os vagões da Wagon-Lits pelos de suas próprias companhias, causando uma considerável queda na qualidade do serviço. Em 1960, o trecho complementar do Simplon até Calais é retirado, sendo substituído pelo Golden Arrow, um serviço não ligado à cadeia Orient.

## O declínio
Em 1962 tanto a rota original do Expresso do Oriente quanto o Arlberg Orient Express são colocados fora de circulação, deixando apenas o Simplon Orient Express. No mesmo ano este também é retirado, sendo substituído por um serviço mais lento, chamado de Direct Orient Express. Ele contava com saídas diárias para Belgrado (passando pelo mesmo trecho que o Simplon), de onde ia para Istambul e Atenas duas vezes por semana.

Em 1971 a Wagon-Lits decide atuar apenas na prestação de serviços nos trens, vendendo ou alugando seus vagões para várias companhias europeias. Em 1976 o serviço Paris - Atenas é retirado por completo.

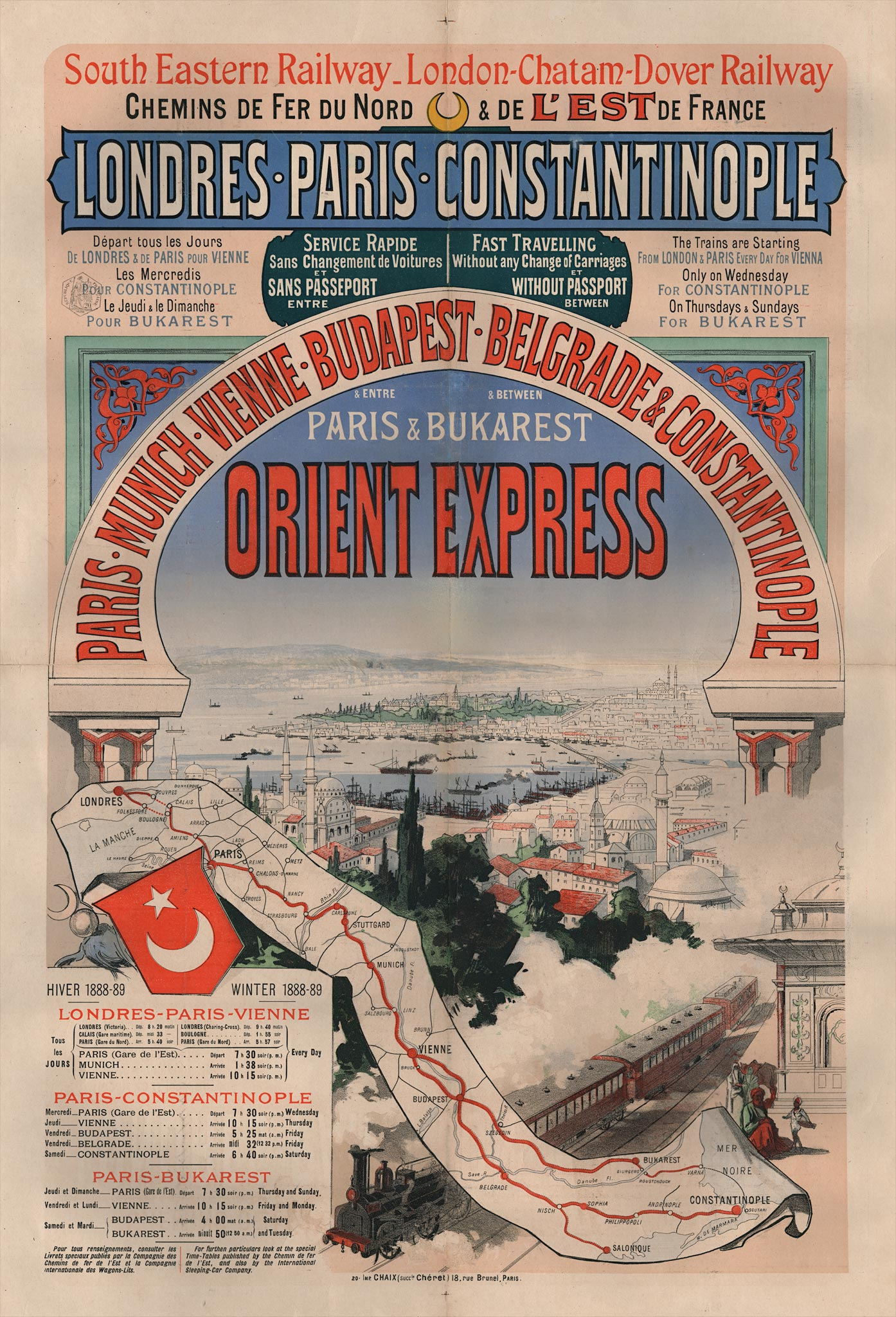
Cartaz do Expresso do Oriente.

Em 1977 o Direct sai de circulação. A última viagem de Paris a Istambul acontece em 19 de maio de 1977.
Apesar de boatos de que o Expresso do Oriente tinha terminado, parte de sua rota original é reativada, num serviço sob o nome original de Orient Express. No período entre 1977 e 2001 ele saía de Paris indo até Budapeste, com poucas saídas para Bucareste. A partir de então os trens tinham vagões franceses, austríacos, húngaros e romenos, sendo todos atendidos por funcionários da Wagon-Lits.
Em 10 de junho de 2001 o trajeto se restringe ao trecho Paris - Viena e novamente em 10 de junho de 2007 este passa a ser Estrasburgo - Viena, uma vez que o trecho Paris - Estrasburgo passou a ser atendido por trens da alta velocidade da TGV-Est.

## O Expresso do Oriente hoje
Todos os dias, saindo às 22h20 da estação Gare de Strasbourg, o Orient Express parte de Estrasburgo para Viena, chegando às 08h51 do dia seguinte. Administrado (mas ainda com funcionários da Wagon-Lits) pelas operadoras DB (Alemanha) e OBB (Áustria), o atual Expresso do Oriente pode ter perdido muito de seu legado como trem de luxo, mas ainda é considerado uma das formas mais convenientes de se chegar à Áustria saindo da França, em conjunto com os serviços Paris - Estrasburgo da TGV-Est.
Aproveitando-se da fama do Expresso do Oriente, em 1982 o empresário anglo-estadunidense James Sherwood inaugurou o serviço Venice-Simplon Orient Express (VSOE). Após comprar e renovar vários vagões Pullman das décadas de 1920 e 1930, hoje ele opera um serviço caríssimo (a partir de 3,5 mil libras esterlinas por pessoa) entre Londres e Veneza no período entre março e novembro. Ao contrário do que afirma seu site, o Venice-Simplon não tem nenhuma relação com o original Orient Express de 1883 da Wagon-Lits.[carece de fontes?] A partir de 2023, depois do Brexit, o serviço passou a operar apenas Paris-Veneza.

## O Expresso do Oriente na cultura popular
O Expresso do Oriente, devido à sua fama, já foi citado em alguns livros e filmes. Uma das referências mais conhecidas está no livro Assassinato no Expresso do Oriente, escrito por Agatha Christie. Nesta história, o detetive Hercule Poirot desvenda um crime cometido a bordo do Simplon Orient Express. Outra referência é encontrada no livro O Expresso do Oriente, escrito por Graham Greene. Nos filmes, o Expresso do Oriente é citado no From Russia With Love, de Ian Fleming, assim como na versão de 2004 do filme A volta ao mundo em oitenta dias, entre outros. Em 1982, o músico francês Jean Michel Jarre compôs o tema Oriente Express para sua turnê realizada na China.

## Rotas do Expresso do oriente

Rotas históricas do Expresso do Oriente.